# Аздобролёт
Аздобролёт — авиатраспортная компания Азербайджанской Социалистической Советской Республики (филиал Добролёта), существовавшая и выполнявшая полёты в Азербайджане и Грузии в 1923 году.
Вот как описана авиакомпания в справочнике Весь Азербайджан на 1924 год: Аздобролёт фактически существует с 1-го декабря 1923 года и несмотря на короткое время своего существования уже образовал ячейки в 15 уездах Республики. По сие время распределено 8.000 членских книжек, 5.000 значков и значительное количество литературы. В самом Баку Аздобролёт насчитывает около 1.000 членов. Общество, кроме сборов членских взносов по одному червонному рублю в год и взимания стоимости значков, собирает и добровольные пожертвования на усиление воздухофлота. Общество имеет один самолет „Юнкерс", который вылетает, по вторникам еженедельно из Тифлиса в Баку, а по средам из Баку. Билет стоит 6 червонцев при 12 фунт. бвгажа. За каждое лишнее кило взимается по 2 червон. рубля. Председатель — т. Ильдрым Ч., члены — т.т. Чагин и Теймур Алиев. В Бакинском масштабе организовано О.Д.В.Ф. из товарищей: Ильдрыма, Беленького, Рзаева и Гутина.

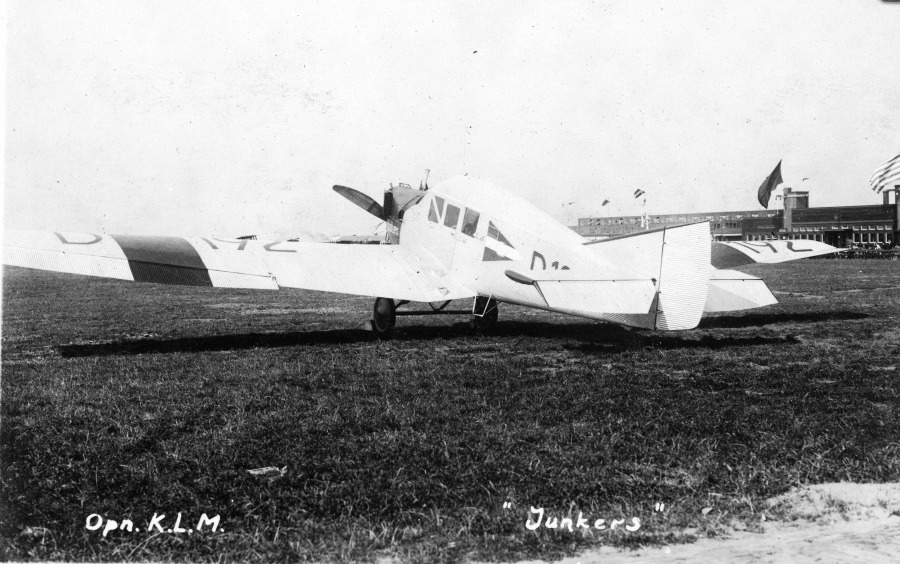
Юнкерс Ю-13, регистрация D 192

Дата 1 декабря 1923 года, вероятно, указана как дата окончательного организационного оформления компании. Однако, её история началась ещё весной 1923 года, когда Общество воздушных сообщений Юнкерс-Дессау на самолёте Юнкерс Ю-13 RR-ECA (предыдущая немецкая регистрация D 194 — в 1922 году летал в Авиакультуре), на борту: пилот Герман Ютербок (Hermann Jüterbock), представитель Junkers Flugzeugwerke Вильгельм Шмидт (Wilhelm Schmidt) и советский лётчик В. Корецкий, начало пробный рейс по маршруту Москва-Тегеран. Дозаправившись в Орле и сменив лыжное шасси на колёсное в Курске, экипаж проследовал через Харьков, Ростов-на-Дону, Владикавказ и прибыл в Тифлис 27 марта 1923 года. Оттуда RR-ECA вылетел в Баку, затем пересёк советско-персидскую границу, совершил посадку в городе Энзели на каспийском побережье и 12 апреля 1923 года завершил перелёт в Тегеране. На обратном пути самолёт был продан азербайджанскому предприятию "Мугмельстрой" в Баку. 
Первоначально Аздобролёт занимался популяризацией авиации и сбором денег (вероятно, распространяя подписку на акции Добролёта, так как своих акций выпущено не было) на покупку самолётов. Летом 1923 года у Junkers Flugzeugwerke был заказан один Юнкерс Ю-13. В ожидании его поступления Муганское Мелиорационное Строительство (Мугмельстрой) передало купленный самолёт, сохранивший присвоенную авиакомпании Юнкерса регистрацию RR-ECA, в пользование (тогда ещё) Аздобролёта. Летом 1923 года газета «Бакинский рабочий» написала о первом полете: «Сегодня в 8 часов утра вышел первый раз в уезды Азербайджана «Юнкерс» Аздобролета. Впредь этот аппарат будет поддерживать регулярное почтово-пассажирское сообщение между Баку — Агдаш — Гянджа — Агдаш — Баку ... В уезды будут доставлены сегодняшние номера «Бакинского рабочего» и тюркского «Коммуниста». Самолет вернется в Баку к 3-м часам дня». О первом полёте самолета «Юнкерс» АО «Аздобролет» из Баку в Тифлис и обратно сообщалось 8 августа 1923 года, о чем можно узнать из того же «Бакинского рабочего». Спустя несколько дней прибыл заказанный самолёт, получивший регистрацию, предназначенную именно для Аздобролёта — RR-ASA, который также начал выполнять рейсы в Тифлис, а также в другие пункты Закавказья — в основном в уездные центры Азербайджана. Планировалось начать регулярное пассажирское сообщение между Баку и Тифлисом. Однако вышло правительственное решение о присоединении Аздобролёта к базирующейся в Тифлисе авиакомпанией Закавиа, куда в январе 1924 года и был передан самолёт азербайджанского авиапредприятия. Также в состав учредителей Закавиа вошли «Муганское мелиорационное строительство», «Каспийское морское пароходство» и «Азнефть». С января 1924 года и началом полётов Закавиа Аздобролёт прекратил своё существование.